# Johann Ambrosius Siebmacher
Johann Ambrosius Siebmacher, Johann Siebmacher ou Hans Siebmacher, né vers le 12 avril 1561 à Nuremberg et mort le 23 mars 1611 ou le 23 mars 1612 dans la même ville, est un peintre, graveur, héraldiste et alchimiste d'origine germanique.
Siebmacher passe à la postérité pour son armorial dont il publie la première mouture en 1605.

## Biographie et œuvres
Siebmacher est le fils d'un fondeur originaire de Strasbourg, Hans Siebmacher mort en 1572 et de sa femme Katharina Rinder (1534-1577), fille d'un teinturier ; son père s'installe à Nuremberg, dont il est citoyen à partir de 1534, et où il exerce le métier de fondeur d'étain ; deux des frères de Johann deviennent fondeurs d'étain comme leur père.
Son père meurt alors qu'il a onze ans ; il devient apprenti du fondeur Nicolaus Horchaimer. Les textes disponibles ne permettent pas de savoir comment Johann Siebmacher se forme au métier de graveur ; sa première œuvre est datée de 1590. Siebmacher acquiert sa renommée avec des gravures ornementales, qui servent de modèles pour les orfèvres de Nuremberg ; il publie en 1597 un Schön Neues Modelbuch von allerleÿ lustigen Mödeln naczunehen Zuwürcken unn Zustikken  et en 1601  un Newes Modelbuch in Kupffer gemacht, réédité plusieurs fois.
Johann Siebmacher publie en 1605 un armorial, le Newe Wappenbuch, qui contient 3320 armoiries ; un second volume est publié en 1609 avec 2400 armoiries. L'ouvrage connaît le succès et des volumes supplémentaires sont publiés jusqu'au XXe siècle - parfois sous des noms différents, comme le  Weigelsches Wappenbuch en six volumes publié en 1734 par Christoph Weigel ; en 1961, paraît le J. Siebmacher's großes und allgemeines Wappenbuch ou Nouveau Siebmacher en 101 volumes.